# Constitution grecque de 1927
Pour les articles homonymes, voir Constitution grecque.
Constitution de 1925 Constitution de 1948
La constitution grecque de 1927 (grec moderne : Σύνταγμα του 1927) est la loi fondamentale en vigueur pendant la majeure partie de la deuxième République hellénique (1924-1935). La République est déclarée en 1924, mais la constitution proposée en 1925 n'a jamais été mise en application en raison de la dictature de Theódoros Pángalos entre 1925-1926. Après le renversement de Pángalos, une nouvelle constitution est rédigée, qui s'appuie sur la constitution précédente de 1911, mais la modifie fortement dans plusieurs parties.
La nouvelle constitution de 1927 compte 127 articles. Toute référence à la monarchie grecque (en) est supprimée et une république parlementaire, avec un corps législatif bicaméral et un président élu comme chef d'État protocolaire, est introduite. Plus particulièrement, pour la première fois, le principe, jusqu'alors non écrit, de la majorité parlementaire (dedilomeni) est formalisé. La constitution de 1927 est suspendue en octobre 1935, lorsqu'un coup d'État militaire dirigé par Geórgios Kondýlis renverse la République et restaure la monarchie, remettant en vigueur la constitution de 1911. Des éléments de la constitution de 1927 trouvent néanmoins leur place dans la constitution grecque de 1952.